# Гаврилов, Михаил Алексеевич
Михаил Алексеевич Гаврилов (1879 — ?) — владелец табачной фабрики, депутат Государственной думы II созыва от некоренного, неказачьего населения Семиреченской области.

## Биография
Родился в семье купца и селекционера Алексея Степановича Гаврилова. Отец в 1875 году основал первую Верненскую табачную фабрику, занимался селекцией табака, достигнув выдающихся результатов. Михаил был выпускником Казанского университета. Участвовал в деле отца, занимаясь торговлей и производством.
3 апреля 1907 избран в Государственную думу II созыва от некоренных жителей, не относящихся к казачьему сословию, Семиреченской области. Входил в состав Трудовой группы и фракции Крестьянского союза.
По сведениям современного сайта, М. А. Гаврилов в 1911 году состоял в Семиреченской организации РСДРП.
В 1919 году табачная фирма «М. и С. Гавриловы и Н. А. Кадкин» была национализирована. Гаврилова назначили первым советским директором 1-й табачной фабрики города Алма-Ата. В ноябре 1925 участвовал в 1-м съезде частных табаководов Семиречья. В своём выступлении указал на полный развал табачного дела в Семиречье, причину этого видел в экономической политике большевиков. По другим сведениям арендное товарищество «Братья М. и С. Гавриловы и Н. Кадкин» просуществовало до 1926 года, когда было разорено Местхозом.
Дальнейшая судьба и дата смерти неизвестны.

## Семья
- Сестра — Валентина Алексеевна, замужем за Н. А. Кадкиным, партнером М. А. и С. А. Гавриловых[1]
- Сестра — Надежда Алексеевна, после смерти родителей занималась мукомольным делом, имела 4-этажную мельницу (1879 года постройки) на месте современной пл. Абая[1].
- Брат — С. Гаврилов.

## Адреса
- г. Верный (позднее Алма-Ата), на углу Гоголевской и Лепсинской (Гоголя — Фурманова, дом разобрали и перенесли, когда строили магазин «Москва». Ныне на улице Желтоксан)[5].
- Алма-Ата, ул. Фурманова, позже дом правительства (также принадлежал М. А. Гаврилову)[1]

### Рекомендуемые источники
- Котляр П., Вайс М. Как проходили выборы в Туркестане. — Ташкент, 1947.
- Пясковский А. В. Революция 1905—1907 годов в Туркестане. — М., 1958. — С. 535.

### Архивы
- Российский государственный исторический архив. Фонд 1278. Опись 1 (2-й созыв). Дело 91; Дело 633. Лисит 51.